# معبد مهرا نیایشگاه خورشید
معبد مهرا نیایشگاه خورشید (انگلیسی: Sun Temple, Modhera) یک معبد هندو اختصاص داده شده به خدای «خورشید» است که در منطقه بخش مهسانا، گجرات، هند واقع شده‌است.
هرساله جشنواره رقصی، در جوار پیکربندی‌های سیاره ای و نجومی و خورشیدی این معنبد برگزار می‌شود.